# État libre de Cundinamarca
Ne doit pas être confondu avec État souverain de Cundinamarca.
1811–1814
Entités précédentes :
- Province de Bogota

Entités suivantes :
- Provinces-Unies de Nouvelle-Grenade (1814)
- Province de Bogota (1816)

L'État Libre et Indépendant de Cundinamarca est une république sud-américaine ayant existé entre 1811 et 1814 sur le territoire qui correspond à l'actuel département de Cundinamarca, en Colombie, incluant la ville de Santa Fe de Bogota, alors capitale de la Vice-royauté de Nouvelle-Grenade.

## Histoire

### Création de l'État libre de Cundinamarca
En 1810, la ville de Bogota abritait quelques-uns des créoles les plus influents de la vice-royauté (parmi lesquels Policarpa Salavarrieta et Antonio Nariño), ce qui a grandement contribué à ce que soit là que le mouvement indépendantiste commence, à la suite de l'événement dit du "fleuriste de Llorente", lorsque les frères Francisco et Antonio Morales, voulant obtenir un vase pour servir de décoration lors d'un diner avec un fonctionnaire royal arrivé d'Espagne, se sont violemment fait expulser par le commerçant espagnol José González Llorente qui tenait boutique à l'angle nord-est de ce qui est aujourd'hui la Plaza de Bolívar. L'incident, servant d'excuse, a dégénéré en émeutes qui sont à l'origine des Cris d'indépendance (es).
Durant l'année 1810, les révolutionnaires se réunissent en différentes juntes, proclamant l'indépendance par rapport à l'Espagne, quoique pas en termes absolus[réf. nécessaire]. En août 1810, la junte suprême de Bogota est à l'initiative d'un congrès avec les autres juntes de la Nouvelle-Grenade afin de rédiger une constitution commune. Cela s'avère être un échec, seulement sept juntes y étant représentées, les autres refusant d'y assister, soit car elles refusent une rupture avec l'Espagne soit car elles craignent que Bogota ait une place prépondérante au sein de l'éventuelle nouvelle entité politique. Bogota et sa province se constituent alors en un nouvel État en mars 1811, l'État libre de Cundinamarca. 
Plus tard, le 16 juillet 1813, la province néo-grenadine de Bogota déclare son indépendance totale, tant de l'Espagne que de la France (en guerre avec l'Espagne entre 1808 et 1814) ou toute autre puissance étrangère.
À cette époque se créent deux groupes : les royalistes (ou colonialistes, ou loyalistes), partisans de la monarchie absolutiste de l'Espagne et du régime colonial pour l'Amérique, et les patriotes (ou indépendantistes ou créoles), partisans de l'indépendance des colonies américaines de la métropole espagnole. Ces derniers se divisent à leur tour en centralistes (menés par Antonio Nariño) et fédéralistes (dirigés par Camilo Torres Tenorio).

### Présidence de Jorge Tadeo Lozano
À la suite de la création de l'État libre de Cundinamarca en mars 1811. Jorge Tadeo Lozano en est élu président et prend ses nouvelles fonctions dès le 1er avril 1811. Cependant, le centraliste Antonio Nariño, qui estime que Tadeo Lozano est faible et bête, s'attaque au président à travers son journal politique, La Bagatela, mettant l'opinion publique de son côté. Avec les éditions du 15 et 19 septembre 1811 de La Bagatela, Nariño parvient à convaincre les habitants du pays qu'il est nécessaire de changer de gouvernement, Jorge Tadeo Lozano ne parvenant pas à faire face à la reconquête espagnole. À la suite de la parution du 19 septembre, le peuple demande que le président en place renonce à ses fonctions le jour même, ce que fait Tadeo Lozano. Dans la foulée, la Representación Nacional, qui est « l'organe le plus haut prévu par la Constitution de Cundinamarca en cas de situations de gravité externe », élit Antonio Nariño président de l'État libre de Cundinamarca.

### Présidence d'Antonio Nariño
Antonio Nariño, qui défend un système centraliste avec un État unitaire doté d'un pouvoir exécutif fort, ratifie sa nomination le 21 septembre. Alors qu'il est à la tête du pays, il décide de réformer le système éducatif en voulant remplacer l'approche scolaire par celle scientifique, vient en aide aux plus démunis en les aidant financièrement et en préparant une politique sociale sur du long terme, crée des bons du trésor pour renforcer la fiscalité, stimule la production agricole en vue de l'exportation et améliore l'espace urbain de Bogota. Il rétablit également la peine de mort dans l'État libre de Cundinamarca le 19 octobre 1811, en suspendant certains articles de la Constitution sans aucune formalité.
La majorité des provinces de la Nouvelle-Grenade adopte un système fédéral, similaire à celui des États-Unis. Ainsi, le 27 novembre 1811, se constitue la fédération des Provinces-Unies de Nouvelle-Grenade, à laquelle participent les anciennes provinces d'Antioquia, Carthagène, Pamplona, Neiva et Tunja. En raison du caractère centraliste de la Constitution de Cundinamarca, les fédéralistes se méfient de l'union de cet État à la fédération. Durant l'année 1811, Cundinamarca annexe la province de Mariquita et une partie de celle de la Neiva, ce qui rend les relations entre Cundinamarca et les autres provinces néo-grenadines tendues. Le 18 mai 1812 est signé un traité de paix avec les Provinces-Unies. Ce traité reconnaît les annexions de Cundinamarca et établit une future capitale fédérale hors de la juridiction de tout État, conditions qui permettent l'intégration de Cundinamarca à la fédération. 
En 1812, le gouvernement ordonne à Nariño d'ajuster la législation de l’État conformément au pacte fédéral, ce qu'il refuse. Le 4 octobre 1812, le Congrès des Provinces-Unies déclare la guerre à Nariño et au Cundinamarca. Les centralistes sont vaincus à Ventaquemada le 2 décembre 1812. Les fédéralistes s'approchent de Santa Fe mais sont mis en déroute par Nariño le 9 janvier 1813. Une paix relative s'installe.
Le 13 juillet 1813, le Collège Électoral du Cundinamarca déclare l'indépendance absolue. Nariño renonce à son poste de président et se fait nommer général en chef des forces du Cundinamarca et des Provinces-Unies pour combattre les Espagnols dans le sud. Lors de cette campagne militaire, il est capturé près de San Juan de Pasto et conduit dans une prison espagnole d'où il ne sortira qu'en 1820.

### Fin de l'État libre de Cundinamarca
Apprenant le sort d'Antonio Nariño, le Congrès des Provinces Unies décide de prendre Bogota par la force. Le 10 décembre 1814, Simón Bolívar (en fuite du Venezuela depuis la chute de la Deuxième République du Venezuela), entre victorieusement dans Bogota et le Cundinamarca est définitivement intégré aux Provinces-Unies.
Tandis que les néo-grenadins s'entre-déchirent, de l'autre côté de l'Atlantique, l'Espagne n'a pas renoncé à ses colonies. Au milieu de l'année 1815, Pablo Morillo arrive en Nouvelle-Grenade à la tête d'un important corps expéditionnaire et entame la Reconquête espagnole de la Nouvelle-Grenade qui sera achevée dès 1816.

### Ouvrage utilisé
- (es) Antonio Cacua Prada, Yo soy Nariño, Editora Guadalupe, 2008, 459 p. (ISBN 9789584439956)

1. ↑  « Capítulo IV : La formación de la república : Congreso granadino y estado de Cundinamarca »
2. 1 2  « Capítulo IV : La formación de la república : Golpe de estado periodístico »
3. ↑  « Capítulo IV : La formación de la república : Presidente encargado »

### Autres références
1. 1 2 3 4 5  Jean-Pierre Minaudier, Histoire de la Colombie de la conquête à nos jours, Paris, L'Harmattan, coll. « Horizons Amériques latines », 1997, 363 p. (ISBN 9782738443342, lire en ligne), p. 102-103
2. ↑  (es) « Declaración de Independencia », Gobernación de Cundinarmaca
3. 1 2 3 4  (es) Jaume Ollé, « Colombia: Independencia »
4. ↑  (es) « El colombiano de todos los tiempos », Semana,‎ 11 décembre 1980 (lire en ligne)
5. ↑  (es) José Eduardo Rueda Enciso, « Ficha bibliográfica : Jorge Tadeo Lozano », Bibliothèque Luis Ángel Arango (consulté le 5 avril 2013)
6. ↑  (es) « El colombiano de todos los tiempos », Semana,‎ 11 décembre 1980 (lire en ligne)
7. 1 2  (es) Armando Martínez Garnica, « El caso Antonio Nariño y  Álvarez : "itinerario histórico"  de la experiencia de la revolución y vivencia de un historiador "patriota"  adverso al paladín de los chisperos santafereños », Historia 2.0 : Conocimiento Histórico en Clave Digital, no 2,‎ août 2011, p. 105-156 (ISSN 2027-9035, lire en ligne [PDF])
8. ↑  (es) Rodrigo Llano Isaza, « Santa Fé », dans Hechos y Gentes de la Primera República Colombiana (1810-1816), Bogota, mars 2002 (lire en ligne)
9. ↑  (es) « Hechos y gentes de la primera república colombiana (Santafé de Bogota 1810-1816) », Bibliothèque Luis Ángel Arango